# Селва дей Молини
Сѐлва дей Молѝни (на италиански: Selva dei Molini; на немски: Mühlwald, Мюлвалд) е село и община в Северна Италия, автономна провинция Южен Тирол, автономен регион Трентино-Южен Тирол. Разположено е на 1229 m надморска височина. Населението на общината е 1479 души (към 2010 г.).

## Език
Официални общински езици са и италианският и немският. Най-голямата част от населението говори немски. В общината се говори и други романски език, ладинският.
| %     | Роден език      |
| 0,90  | Италиански език |
| 98,90 | Немски език     |
| 0,21  | Ладински език   |